# Žerotín (Olomouci járás)
Žerotín település Csehországban, a Olomouci járásban. Žerotín Štěpánov, Újezd, Liboš, Strukov, Pňovice és Hnojice településekkel határos. Lakosainak száma 451 fő (2024. január 1.).

## Népesség
A település lakosságának változását az alábbi diagram mutatja:
| Lakosok száma | 502  | 473  | 460  | 434  | 443  | 440  | 464  | 464  | 447  | 451  |
|               | 1869 | 1890 | 1921 | 1950 | 1980 | 2001 | 2017 | 2019 | 2022 | 2024 |